# Heimosodat

The map shows Finland within the borders of the Grand Duchy. The areas in light red represent the territorial gains hoped for as part of a Greater Finland. A Three Isthmuses border would have drastically shortened the length of the border with Russia.

Il termine heimosodat è stato tradotto letteralmente come "guerre di parentela", in particolare la parentela finnica. A volte viene erroneamente tradotto come "guerra tribale". Si riferisce a conflitti nei territori abitati da popoli finnici, spesso in Russia o ai confini della Russia. Finlandesi volontari presero parte a questi conflitti, sia per affermare il controllo finlandese sulle aree abitate da popoli finlandesi, sia per aiutarli a ottenere la loro indipendenza. Molti dei soldati volontari sono stati ispirati dall'idea della Grande Finlandia, e provenivano dalle file del 27º Battaglione Jäger. Alcuni dei conflitti erano incursioni dalla Finlandia e alcuni erano rivolte locali, in cui i volontari volevano aiutare le persone nella loro lotta per l'indipendenza o annettere le aree alla Finlandia. Secondo Aapo Roselius, circa 10 000 volontari finlandesi hanno preso parte ai conflitti armati menzionati di seguito.
- Guerra d'indipendenza estone (1918-1920)
  - I Pohjan Pojat ("Figli del Nord") e il I Suomalainen Vapaajoukko (I Corpo volontario finlandese) aiutarono le truppe estoni.
- Spedizione di Viena (1918)
  - Legione di Murmansk
- Spedizione di Aunus (1919)
- Spedizione di Petsamo (1918 e 1920)[3]
- Rivolta della Carelia orientale (1921-1922)
- Rivolta nazionale dei finlandesi Ingriani (1918-1920)[4]

Il fenomeno è strettamente legato a nazionalismo e irredentismo, poiché la Finlandia aveva appena ottenuto la sua indipendenza nazionale e una parte della popolazione sentiva di avere l'obbligo di aiutare gli altri popoli finlandesi a raggiungere lo stesso risultato. L'Estonia, la "nazione affine" più vicina e numericamente più grande, aveva guadagnato la sua indipendenza nello stesso periodo, ma aveva meno risorse, meno istituzioni pronte a sostenere la posizione raggiunta e più truppe sovietiche all'interno dei suoi confini. Altri popoli finnici avevano un livello inferiore di capacità culturali, economiche e politiche. La guerra civile finlandese suscitò forti sentimenti nazionalistici nei cittadini finlandesi e in altri popoli finnici, i quali cercarono modi tangibili per mettere in atto questi sentimenti. Per i due decenni successivi, i finlandesi parteciparono a un ritmo relativamente elevato alle attività nazionalistiche (ad esempio Carelianesimo e Finnicizzazione del paese e delle sue istituzioni). Questo sviluppo era legato al trauma e alla divisione della guerra civile. Molti simpatizzanti bianchi nella guerra civile divennero radicalmente nazionalisti a seguito della guerra. Il faticoso quinquennio 1939-45 della guerra totale, che contribuì ad unificare la nazione, ridusse questi sentimenti.

## Glossario
Sota"Guerra", in questo contesto una a bassa intensità, costituita da azioni come scaramucce ai confini, spedizioni da parte di corpi volontari, espulsione della forza lavoro o tentativi di fomentare la ribellione nella popolazione locale.
Heimo"Tribù" o "clan", ma in questo contesto anche la parentela etnica e linguistica tra i popoli finnici; "popoli affini". Paragonabile al concetto Tedesco di Völkisch.
SukukansaPersone che sono linguisticamente e/o etnicamente affini l'una all'altra; "suku" significa "famiglia" e "kansa" significa "persone" (singolare).